# Bert Sommer
Bert Sommer (7 de fevereiro de 1949 — Albany, 23 de julho de 1990) foi um músico estadunidense que, antes de seguir uma obscura carreira solo, chegou a gravar o single And Suddenly/Ivy, Ivy (1967) como vocalista da banda de rock barroco The Left Banke e a escrever cinco temas para The Vagrants, do guitarrista Leslie West, (que logo formaria The Mountain).
Esses trabalhos anteriores permitiram que o potencial de Bert fosse descoberto pelo empresário Dominic Sicilia, que, em novembro de 1967, conseguiu-lhe um concerto para seu primeiro álbum, The Road To Travel (1968), e um teste de elenco para a versão do musical Hair, da Broadway, para a Costa Oeste.
Casualmente, Bert tinha como amigo Artie Kornfeld, produtor musical da Capitol Records e força idealizadora por trás do Festival de Woodstock (1969). Assim, graças à chance dada pelo amigo, Bert Sommer teve seu nome incluído no time de grandes estrelas que pisaram o palco do festival.
Bert Sommer tocou no primeiro dia do festival, 15 de agosto, também conhecido como o "dia folk". Mas, ao contrário do que aconteceu com outros músicos que participaram do evento, sua carreira não foi catapultada e Bert permanece como um artista cult até hoje.

## Discografia
- The Road To Travel (Capitol, 1968)

1. And When It's Over
2. Jennifer
3. Things Are Goin' My Way
4. She's Just A Girl
5. Tonight Together
6. The Road To Travel
7. She's Gone
8. Hold The Light
9. A Simple Man
10. Brink of Death
11. A Note That Read

- Inside Bert Sommer (Eleuthera, 1969)

1. Smile
2. It's A Beautiful Day
3. Eleuthera
4. The Grand Pianist
5. Uncle Charlie
6. I've Got To Try / Zip Zap
7. America
8. Mama, If You're Able
9. Friends
10. On The Other Side
11. Here in the Timeless Life
12. We're All Playin' In The Same Band

- Bert Sommer (Capitol, 1970)

1. Stick Together
2. Love Is Winning
3. She Knows Me Better
4. People Got To Be Free
5. I Wondered Where You Be
6. Magic Elixir
7. People Will Come Together
8. You've Got To Be Taught
9. The Same Old Story
10. Me And the Sunshine
11. Back On The Bag
12. Battle Of New Orleans

- Bert Sommer (Buddah, 1977)

1. Give It To Me
2. She's A Woman
3. When You Feel It
4. Dance The Night Away
5. Someone Like Me
6. Destiny
7. We Sail Tonite
8. Stuck Inside The Maze
9. I'm Alone
10. Never Go Back